# Актопротектор
Актопротекторите са вещества, които усилват устойчивостта на организма към физически стрес без да се увеличава консумацията на кислород и производството на топлинна енергия. Така се увеличава енергйната ефективност на организма.
Актопротекторите подобряват издръжливостта при тежки (екстремални) физически натоварвания. Увеличават енергийния потенциал на целия организъм, като отлагат появата на умора и позволяват извършването на по-големи обеми физическа работа. Също така подобряват умствената работоспособност. Подобрява се времето за реакция, увеличава се способността за обучение и изобщо всички интелектуални процеси.
Най-често срещаните странични ефекти на актопротекторите са хипергликемия и диспепсия. Някои актопротектори са обявени за допинг и използването им преди и по време на официални състезания е забранено.

## Класификация
- специфични актопротектори
  - производни на имидазола – беметил, етомерзол, томерзол
  - производни на адамантана – бромантан, хлодантан
- синтетични метаболити – АТФ-лонг, милдронат, триметазидин, мексидол
- витамини – от групите B, C, P и E
- природни актопротектори
  - от растителен произход – женшен, пурпурна ехинацея, златен корен, шизандра, левзея
  - от животински произход – пантокрин, рантарин
  - от микробиален произход – спирулина